# Sturgis (Misisipi)
Sturgis es un pueblo del Condado de Oktibbeha, Misisipi, Estados Unidos. Según el censo de 2000 tenía una población de 206 habitantes y una densidad de población de 61.2 hab/km².

## Demografía
Según el censo de 2000, había 206 personas, 83 hogares y 61 familias residiendo en la localidad. La densidad de población era de 61,2 hab./km². Había 92 viviendas con una densidad media de 27,3 viviendas/km². El 93,69% de los habitantes eran blancos, el 5,83% afroamericanos, el 0,49% de otras razas. El 0,97% de la población eran hispanos o latinos de cualquier raza.
Según el censo, de los 83 hogares en el 28,9% había menores de 18 años, el 59,0% pertenecía a parejas casadas, el 12,0% tenía a una mujer como cabeza de familia y el 26,5% no eran familias. El 26,5% de los hogares estaba compuesto por un único individuo y el 18,1% pertenecía a alguien mayor de 65 años viviendo solo. El tamaño promedio de los hogares era de 2,48 personas y el de las familias de 2,98.
La población estaba distribuida en un 24,3% de habitantes menores de 18 años, un 6,3% entre 18 y 24 años, un 30,1% de 25 a 44, un 18,4% de 45 a 64 y un 20,9% de 65 años o mayores. La media de edad era 37 años. Por cada 100 mujeres había 98,1 hombres. Por cada 100 mujeres de 18 años o más, había 83,5 hombres.
Los ingresos medios por hogar en la localidad eran de 33.125 dólares ($) y los ingresos medios por familia eran 41.667 $. Los hombres tenían unos ingresos medios de 30.179 $ frente a los 20.625 $ para las mujeres. La renta per cápita para la ciudad era de 18.916 $. El 2,5% de la población y el 0,0% de las familias estaban por debajo del umbral de pobreza. El 11,1% de los habitantes de 65 años o más vivían por debajo del umbral de pobreza.

## Geografía
Según la Oficina del Censo de los Estados Unidos, la localidad tiene un área total de 3,4 km², todos ellos correspondientes a tierra firme.